# Paskai László
Paskai László Pacifik O.F.M. (Szeged, 1927. május 8. – Esztergom, 2015. augusztus 17.) magyar ferences szerzetes, katolikus pap. 1978-tól veszprémi apostoli kormányzó, majd megyés püspök, 1986-tól kalocsai koadjutor érsek, 1987-től 1993-ig esztergomi, 1993-tól 2002-ig esztergom-budapesti érsek, bíboros.

## Családja, gyermekkora
Szülei Paskai Ádám és Ördögh Mária voltak. Apja mélykúti, anyja szegedi katolikus családból származott. Házasságukból két gyerek született, Antal és László. Eredeti vezetéknevük Paska volt, amit 1933-ban változtattak Paskaira. Az apa katona, majd 1903-től 1940-ben bekövetkezett haláláig csendőr volt. Az anya ezután még sokáig élt, 96 éves korában halt meg, Antal gondozta.
Mindkét gyerek nyolc éven át tanult a szegedi Dugonics András Piarista Gimnáziumban, ahol mindig részesültek tandíjkedvezményben, illetve szinte minden évet kitűnő eredménnyel zártak. Antal 1942-ben, László 1945-ben érettségizett. A második világháború végén, 1944. októberében, amikor a frontvonal Szegedhez közeledett, a testvéreket, akik leventék voltak, Dunaföldvárra vezényelték. Onnan elszöktek a Németországba tartó különítménytől, így katonaszökevénynek számítottak. Nagyatád, Nagykanizsa után, a háború végéig, 1945. január 2. és április 9. között  a keszthelyi karmeliták rendházában találtak menedéket.

## Papi pályafutása
A háborús menekülésből való hazatérés és az érettségi után 1945. augusztus 29-én belépett a Kapisztrán Szent Jánosról elnevezett ferences rendtartományba, ahol a Pacifik nevet kapta; 1949. október 4-én tett fogadalmat. Filozófiai és teológiai tanulmányait Gyöngyösön kezdte, a rend szétszórása után a Budapesti Hittudományi Akadémián tanult a Nagyváradi egyházmegye papnövendékeként. 1952-ben szerzett teológiai doktori címet.
Pappá 1951. március 3-án szentelték. 1952 és 1955 között püspöki szertartó Szegeden, 1955-től filozófia tanár, prefektus, 1962-től spirituális. 1965–1969 között a Központi Papnevelő Intézet spirituálisa, 1973–tól 1978-ig rektora. 1965-től a Hittudományi Akadémia megbízott előadója, 1967–1978 között a filozófia tanszék vezetője.

## Püspöki pályafutása
1978. március 2-án VI. Pál pápa bavagalianai címzetes püspökké és veszprémi apostoli kormányzóvá nevezte ki. Április 5-én szentelte püspökké Lékai László bíboros, esztergomi érsek, társszentelői Kádár László Gábor érsek és Kisberk Imre püspök voltak. 1979. március 31-étől 1982. április 5-ig veszprémi megyés püspök, ezt követően 1987. március 3-ig Ijjas József mellett kalocsai koadjutor érsek. 1986. június 30-tól 1990. szeptember 17-ig a Magyar Katolikus Püspöki Konferencia elnöke. 1988-tól a Megszentelt Élet Intézményeinek és az Apostoli Élet Társaságainak Kongregációja, az Igazságosság és Béke Pápai Tanácsa és a kánonjogi kódex hiteles értelmezésével foglalkozó pápai bizottság, 1989-től a Keleti Egyházak Kongregációja tagja volt.
Tagja volt annak a püspöki karnak, amely állami nyomásra 1982 márciusában elítélte és a nyilvános misézéstől eltiltotta Bulányi György piarista pátert, a Bokor bázisközösség vezetőjét. Saját egyházmegyéjében a páter ellen annak 1997-es rehabilitációja után is fenntartotta a tilalmat. Püspökként nem állt ki az állameskü megtagadásáért felfüggesztett papok vagy a katonai szolgálatot megtagadó hívők mellett sem. 1989 szeptemberében a püspöki karból egyedüliként szavazott az MSZMP, illetve a Hazafias Népfront által finanszírozott, a pártállammal kollaboráns „békepapi mozgalom” fenntartása mellett.

### Esztergomi, majd esztergom-budapesti érsek
1987. március 3-ától esztergomi, az egyházmegyék átszervezése folytán 1993-tól esztergom-budapesti érsek, Magyarország prímása. 1988. június 28-án a pápa bíborosi rangra emelte, címtemploma – elődjéhez, Lékai Lászlóhoz hasonlóan – Rómában a falakon kívüli Szent Teréz-templom (Santa Teresa al Corso d'Italia).
Paskai László szentelte fel 1987-ben a II. világháború óta épülő első, jogelőddel nem rendelkező katolikus templomot a Budapest III. kerületi Békásmegyer-Pünkösdfürdőn, melynek építésével és a plébánia közösségének megszervezésével még Lékai László bízta meg Antal János plébánost 1984-ben. 1989 májusában Kárpátaljára látogatott, ahol elindította a római katolikus egyház (a későbbi Munkácsi egyházmegye) újjászervezését.

1990. február 6-án Németh Miklós kormányfővel közös nyilatkozatban érvénytelenítették az 1950-ben a püspöki kar és a rákosista Dobi-kormány közötti, a Vatikán hozzájárulása nélkül kötött megállapodást, amelyben a magyar katolikus főpapság elismerte a kommunista Magyarország államrendjét, és kötelezte magát, hogy nem engedi meg a katolikus egyház „államellenes politikai célokra” való felhasználását. Mivel a rendszerváltás után ellenállt azon impulzusoknak, amelyek lemondását sürgették, a püspöki kar tagjai a helyzet rendezéséért informálisan II. János Pálhoz fordultak, aki Paskai Lászlót székében hagyta ugyan, de elvette az esztergomi érsek-prímás két, csaknem ezeréves előjogát. Az esztergomi érsek nem képviselhette a továbbiakban egyedül Magyarországot a Szentszék felé, továbbá megszűnt az az előjoga is, hogy a magyar püspökök bármilyen grémiumát (szinódus stb.) automatikusan, választás nélkül vezethesse. Ennek folyományaként 1990-ben le is mondatták a Püspöki Konferencia elnöki pozíciójából.[forrás?]
Bíborosi munkájának emlékezetes eseménye volt II. János Pál pápa első és második magyarországi látogatása 1991-ben és 1996-ban, Mindszenty József hamvainak hazahozatala és újratemetése 1991. május 5-én, valamint boldoggá avatásának elindítása 1994-ben. Az 1948-ban, a kommunisták által koholt vádakkal letartóztatott és így félreállított hercegprímásról 1986-ban az osztrák Wochenpressének még azt mondta, „Rákosi Mátyás fel akarta venni a párbeszédet a Vatikánnal. (...) Ha Magyarország akkori bíboros-prímása, Mindszenty József nem számította volna el magát, minden másként jött volna”, a katolikus intézményrendszer nagy részének feloszlatásához Mindszentynek az államosítással szembeni teljes ellenállása vezetett. 1989. május 14-én egy tévéinterjúban kijelentette, hogy nem tartja szükségesnek Mindszenty rehabilitálását, mivel az egyházban „természetes a szenvedés vállalása". Szendi József veszprémi püspök ezt számonkérte Paskain, aki 1989. július 1-jén hivatalos levélben kezdeményezte a kormánynál Mindszenty rehabilitációját.
1994. július 3. és 9. között megszervezte az Esztergom-Budapesti Főegyházmegyei Zsinatot. Felszentelte 1994-ben a kőbányai Szent György- és a kelenföldi Szent Gellért-, 1996-ban a Zoborhegy téri Regnum Marianum, 2000-ben a pestszentlőrinci Szent Margit- és a rákoskeresztúr-madárdombi, 2001-ben a soroksár-újtelepi templomot.
1996-ban Gromon András budapest-széphalmi plébános, mivel püspöke írásos felszólítása ellenére továbbra is tagadta Jézus feltámadását, önmagától beálló kiközösítés alá került, és Paskai a papi tevékenységtől eltiltotta őt.

Borovi József atyával, 2004 szeptemberében, Mócsai plébános atya gyászmiséje előtt a Batthyány téren

### Nyugállományban
75. életévét elérve benyújtotta lemondását, melyet II. János Pál pápa 2002. december 7-én elfogadott. 2003. január 11-éig a főegyházmegye adminisztrátora volt. Utóda Erdő Péter.
Nyugállományba vonulása után az esztergomi Simor János Nyugdíjas Papi Otthonban lakott. 2007. május 8-án betöltötte 80. életévét, ezzel elveszítette pápaválasztó jogát. 2008. október 23-án Esztergom díszpolgárává választották.

## Elismerései
- Esztergom díszpolgára (2008)[4]

## Ügynökmúlt
Ungváry Krisztián történész alapján „Tanár” fedőnéven 1965 és 1974 között együttműködött az állambiztonsági szolgálat III/III-as ügyosztályával. A beszélgetésekről készült jelentéseket nyilvánosságra hozó történész túlnyomórészt személytelennek, „kifejezetten jóindulatúnak” ítélte azokat. Ungváry nem is a kényszerű jelentéseket tartja a diktatúrának tett igazi szolgálatnak, hanem a késő Kádár-rendszerben felívelő karrierű pap későbbi tevékenységét, nyilatkozatait.
Tomka Ferenc katolikus egyháztörténész a védelmébe vette, hogy a jelentések rendszeresen ismétlődő kihallgatásokon keletkeztek, melyekre különböző ürügyekkel – pl. a kispapok állítólagos tiltott tevékenységének megbeszélése – Paskait egyszerűen berendelték. Csak a szolgálat minősítette ügynöknek a főpapot, de valójában nem tekinthető annak.
Ungváry ezzel szemben egyértelműen „ügynöknek” tartja azt, aki éveken keresztül, ráadásul fedőnéven szóbeli vagy írásbeli jelentéseket ad egy tartótisztnek, akivel rendszeresen találkozik. Ezt az álláspontot osztja Szabó Csaba történész, az Országos Levéltár későbbi főigazgatója is.

## Művei
- Ezer éve Szent Adalbert oltalma alatt. In: Strigonium antiquum. Szerk. Hegedűs András, Bárdos István. Esztergom, 2000
- A Lélek erejében. Válogatás Paskai László bíboros, prímás, esztergom-budapesti érsek tízéves főpásztori szolgálata alatt elhangzott szentbeszédeiből, előadásaiból 1987–1997. Budapest, Szent István Társulat, 1997[11]
- Magyar szentek a keresztény Európában. In: Szentjeink és nagyjaink Európa kereszténységéért. A Vatikáni Kiállítást Előkészítő Bizottság, az Esztergom-Budapesti Főegyházmegye Egyháztörténeti Bizottsága és a Pázmány Péter Katolikus Egyetem által rendezett történész konferencia előadásai 2000. május 4-5. Szerk. Beke Margit. Budapest, 2001
- Simor János emlékkönyv. In: Strigonium antiquum. Szerk. Beke Margit. Budapest, Márton Áron K., 1992

## Általa felszentelt templomok
- Budapest–Pünkösdfürdői Boldog Özséb-templom (1987)
- Budapest–Kőbányai Szent György-templom (1994)
- Budapest–Kelenföldi Szent Gellért-templom (1994)
- Újpest–Káposztásmegyeri Szentháromság-templom (1995)
- Budapest–Lágymányosi Magyar Szentek temploma (1996)
- Budapest–Zoborhegy téri Regnum Marianum templom (1996)
- Budapest–Pestszentlőrinci Szent Margit-templom (2000)
- Budapest–Rákoskeresztúr–Madárdombi Szent Pál-templom (2000)
- Budapest–Soroksár–Újtelepi Fatimai Szűzanya templom (2001)[4]